# 1983 (serie televisiva)
1983 è una serie televisiva polacca di genere ucronico distribuita da Netflix, la prima serie originale prodotta in Polonia.
Ambientata in Polonia, narra di un mondo distopico in due precisi momenti storici, il 1983 e il 2003, in cui la cortina di ferro non è caduta e vige ancora un regime repressivo di polizia. La storia si concentra su due protagonisti, un ex poliziotto caduto in disgrazia e uno studente di giurisprudenza. Il trailer ufficiale è stato pubblicato il 2 ottobre 2018. La serie è stata pubblicata il 30 novembre 2018. Potrebbe essere prodotta una seconda stagione.

## Trama
La serie è ambientata in Polonia nel 2003, vent'anni dopo un attacco terroristico avvenuto nel 1983. L'attacco ha alterato il corso della storia e gli eventi che portarono alla caduta della cortina di ferro non si sono mai verificati, di conseguenza la guerra fredda è ancora in corso. Uno studente di legge, Kajetan (Maciej Musiał), e un detective, Anatol (Robert Więckiewicz), scoprono un complotto che potrebbe avviare una rivoluzione.

## Ambientazione
1983 è stata particolarmente apprezzata dalla critica per le fotografie e per l'atmosfera. I registi creano una Varsavia cupa e fredda, dove i vecchi palazzoni di stile sovietico si affiancano a futuristici e imponenti edifici governativi e polizieschi, dotati dei più moderni strumenti di controllo. I servizi segreti della SB usano ormai meccanismi di sorveglianza informatica, tracciando cellulari e digitalizzando i dati dei cittadini (classificati secondo il loro "livello di pericolosità").
La società è retta dal "Partito", un'élite privilegiata che gode di buona istruzione e di un eccellente status economico. Il resto della popolazione vive disinteressandosi della politica e dedicandosi al consumismo, almeno per quanto riguarda quei beni che non siano censurati o proibiti. A opporsi a questo sistema vi è "la Brigata della Luce", un gruppo di giovani che porta avanti in clandestinità la resistenza alla dittatura.
Si immagina poi che la Polonia abbia visto una massiccia immigrazione dall'Indocina, e in particolare dalla repubblica socialista del Vietnam. Alcune scene notturne - ambientate in sovraffollati quartieri asiatici - sembrano un riferimento al film Blade Runner.
È curioso che nella serie vi siano pochissimi riferimenti espliciti al comunismo (nessuna statua di Lenin nelle strade, nessuna stella rossa o canto rivoluzionario). Il regime pare aver creato uno Stato orwelliano, il cui unico obiettivo ideologico sia la repressione del dissenso e il controllo degli individui.
In questo senso sembra che i registi muovano una più generale critica a qualsiasi forma di totalitarismo, di regime poliziesco e di conformismo indotto dalla società. La stessa Agnieska Holland sottolinea come i contenuti di 1983 siano attuali anche nei paesi occidentali, in contingenza con l'attuale crisi della democrazia ed emergere di quella che la regista descrive come "una controrivoluzione conservatrice". 
Dice Agnieska Holland nella stessa intervista al The Guardian: "Le vere domande sono: che il popolo sia in realtà contento (della manipolazione della propaganda)? Che l'idea stessa di libertà non sia sopravvalutata? Questioni importanti per tutti noi. Forse le persone che si sentono perse desiderano che qualcuno si faccia avanti e dica loro cosa fare". 

## Episodi
| Stagione       | Episodi | Pubblicazione originale | Pubblicazione Italia |
| -------------- | ------- | ----------------------- | -------------------- |
| Prima stagione | 8       | 2018                    | 2018                 |

## Personaggi e interpreti

### Principali
- Kajetan Skowron, interpretato da Maciej Musiał, doppiato da Davide Albano.[1] Studente universitario.
- Anatol Janów, interpretato da Robert Więckiewicz, doppiato da Roberto Draghetti. Investigatore.
- Ofelia Ibrom, interpretata da Michalina Olszańska.
- Karolina, interpretata da Zofia Wichłacz.
- Władysław Lis, interpretato da Andrzej Chyra, doppiato da Pierluigi Astore.

### Secondari
- Maria Gierowska, interpretata da Ewa Błaszczyk.[1]
- Julia Stępińska, interpretata da Edyta Olszówka.
- Maja Skowron, interpretata da Agnieszka Żulewska, doppiata da Valentina Mari.
- Mikołaj Trojan, interpretato da Wojciech Kalarus.
- Kazimierz Świętobór, interpretato da Mirosław Zbrojewicz, doppiato da Gerolamo Alchieri.

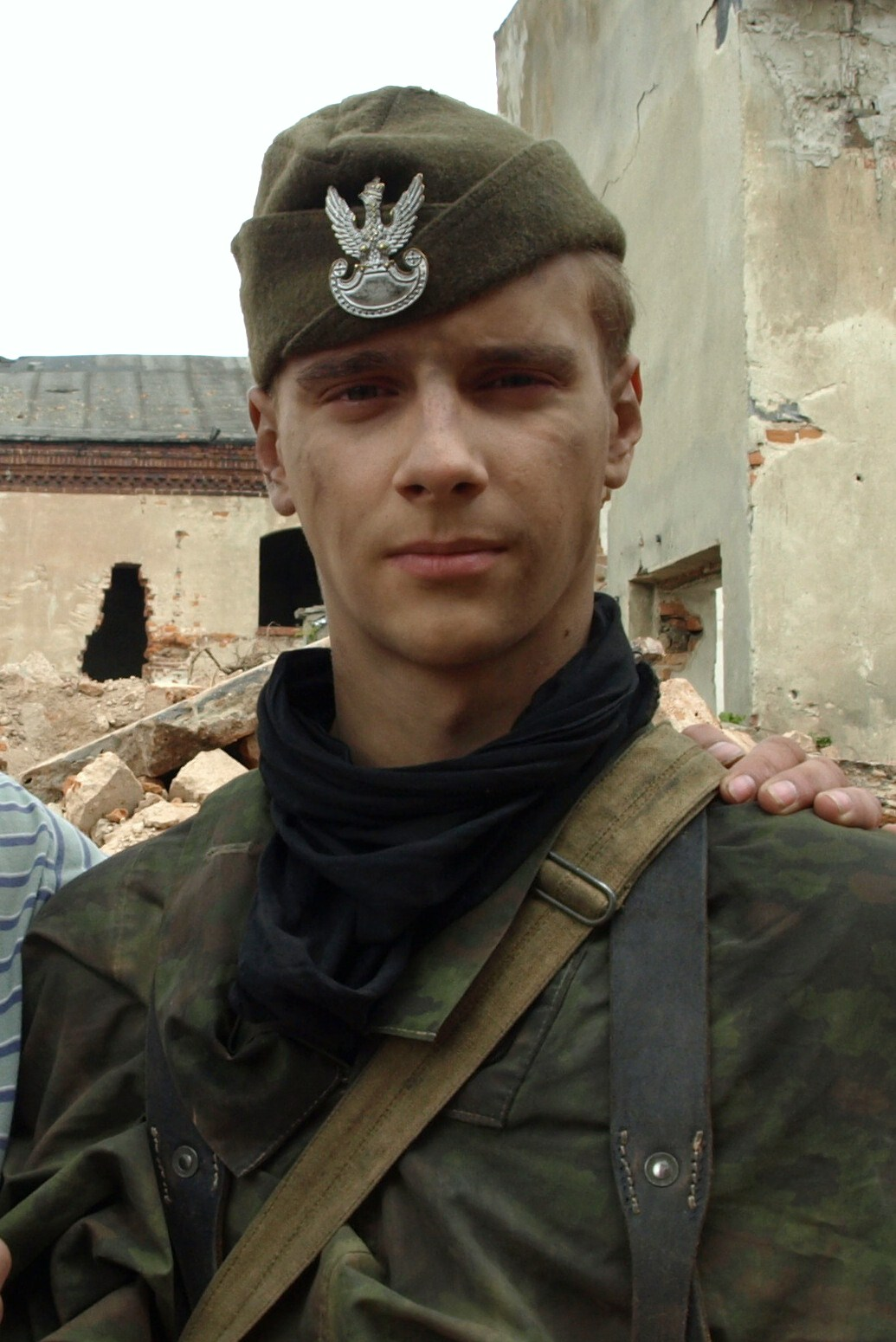
Maciej Musiał
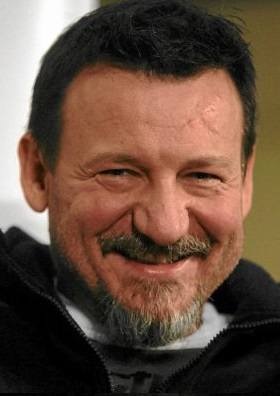
Robert Więckiewicz
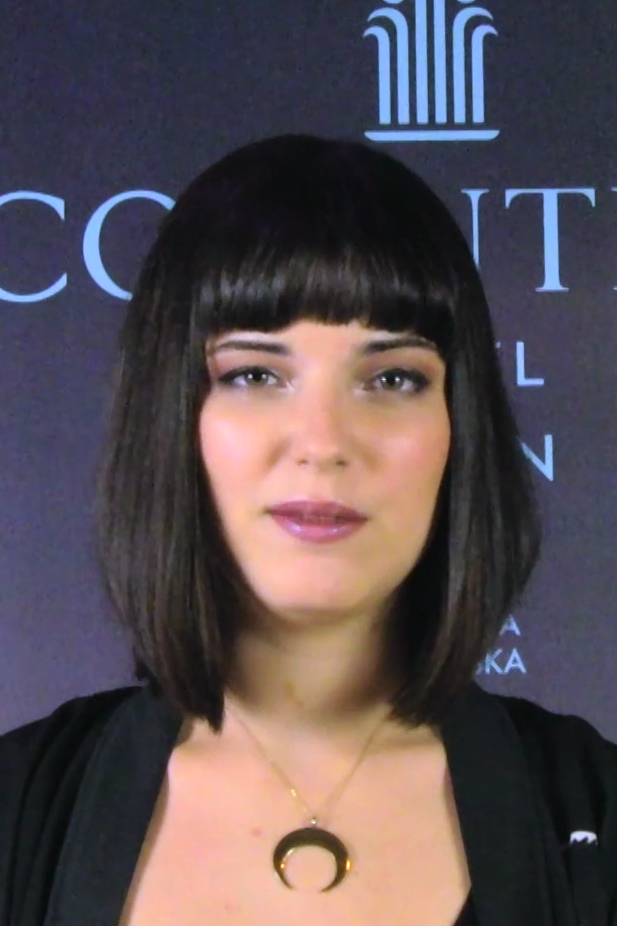
Michalina Olszańska
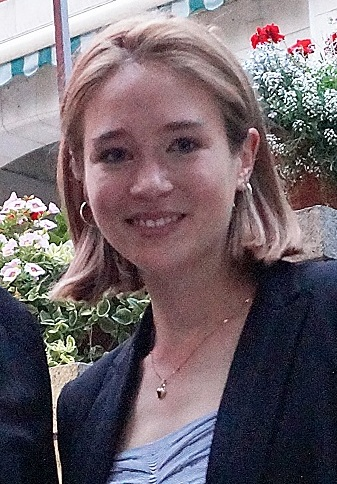
Zofia Wichłacz
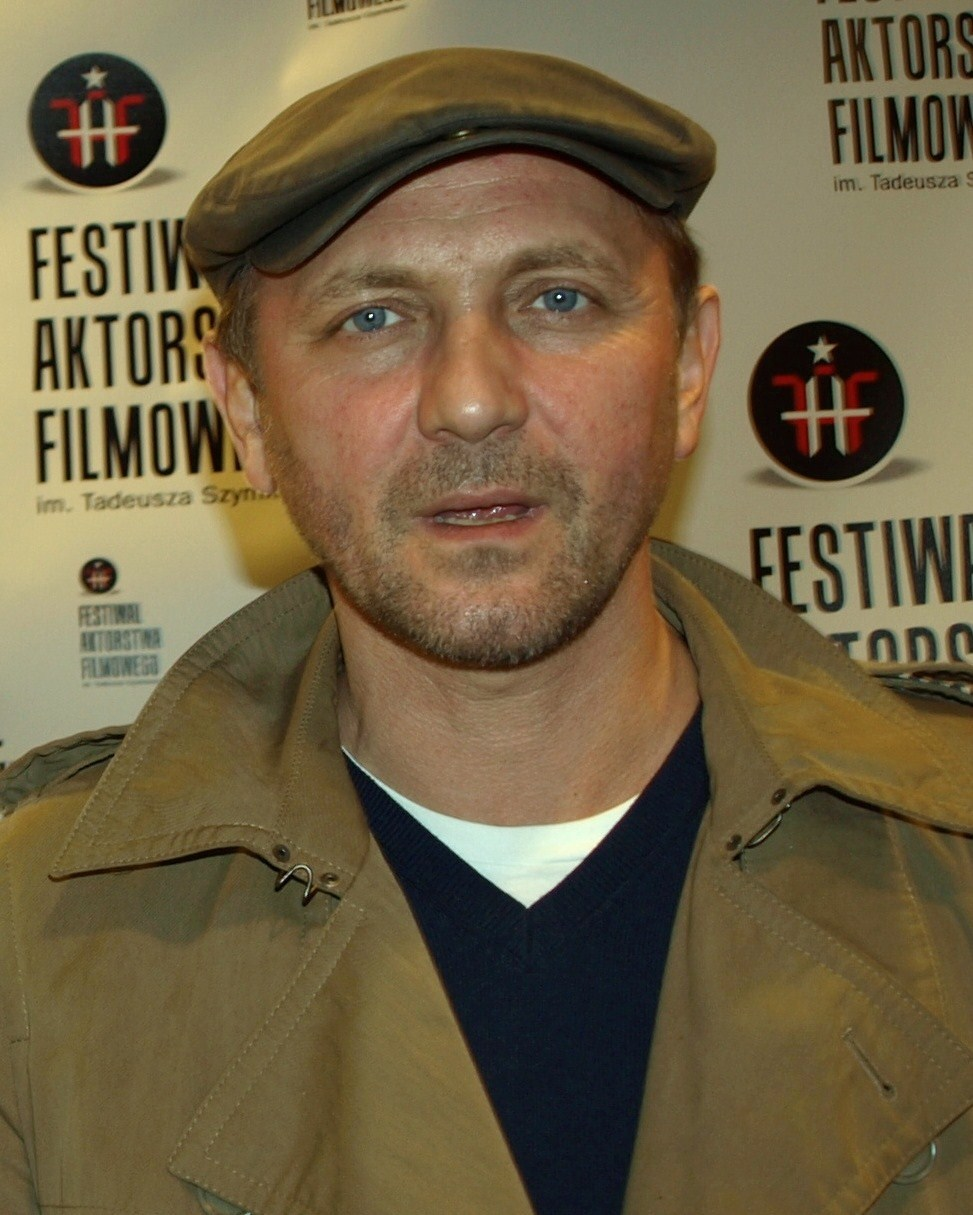
Andrzej Chyra

## Accoglienza
Secondo Ani Bundel è una serie ben confezionata e ben scritta, forse una delle migliori pubblicate da Netflix nel 2018. Micol Flammini sul Foglio ha definito la serie "un piccolo manuale di otto puntate di lotta contro il sovranismo".